# Michał Majewski (dziennikarz)
Michał Maciej Majewski (ur. 13 września 1974) – polski dziennikarz.

## Życiorys
W latach 1994–2005 pracował dla „Rzeczpospolitej”. Od 2006 do końca 2009 był reporterem działu śledczego „Dziennika”, a następnie „Dziennika Gazety Prawnej”. Kierował działem śledczym tygodnika „Wprost”. Od 2015 współzałożyciel i kierownik działu śledczego serwisu kulisy24.com. Członek rady Fundacji Reporterów, Centrum Wspierania Dziennikarstwa w Europie Wschodniej. W marcu 2017 ogłosił odejście po 23 latach z dziennikarstwa i rozpoczęcie współpracy z agencją strategicznego doradztwa komunikacyjnego „Bridge” należącej do Piotra Bazylko, Igora Janke i Piotra Wysockiego.

## Nagrody
- 2008 – MediaTory w kategorii „Prowokator” (wspólnie z Pawłem Reszką) za ujawnienie kontrowersyjnych fragmentów rozmowy prezydenta Lecha Kaczyńskiego z ministrem spraw zagranicznych Radosławem Sikorskim[8]
- 2010 – Grand Press w kategorii Dziennikarstwo Śledcze za cykl artykułów Dziewięć i pół sekundy (wspólnie z Pawłem Reszką)[9]
- 2010 – Nagroda im. Andrzeja Woyciechowskiego za cykl artykułów na temat katastrofy smoleńskiej[10].

## Wybrane publikacje
W dorobku publikacyjnym M. Majewskiego znajdują się m.in.:
- (współautor: Paweł Reszka) Daleko od Wawelu, Warszawa: Wydawnictwo Czerwone i Czarne 2010.
- (współautor: Paweł Reszka) Daleko od miłości, Warszawa: Wydawnictwo Czerwone i Czarne 2011.
- (współautor: Paweł Reszka) Zawód: szpieg. Rozmowy z Aleksandrem Makowskim, Warszawa: Wydawnictwo Czarna Owca 2014.
- (współautor: Paweł Piskorski) Między nami liberałami, Warszawa: Wydawnictwo Czerwone i Czarne 2014.
- (współautor: Sylwester Latkowski) Afera podsłuchowa. Taśmy „Wprost”, Poznań: Zysk i S-ka 2014.
- Biuro. Ochroniarze władzy. Za kulisami akcji BOR-u, Warszawa: Wydawnictwo Czerwone i Czarne 2016.
- Tak to się robi w polityce, Warszawa: Wydawnictwo Czerwone i Czarne 2018.